# Surses
Surses (toponimo romancio) è un comune svizzero di 2 356 abitanti del Canton Grigioni, nella regione Albula.

## Storia
Il comune di Surses è stato istituito il 1º gennaio 2016 con la fusione dei comuni soppressi di Bivio, Cunter, Marmorera, Mulegns, Riom-Parsonz, Salouf, Savognin, Sur e Tinizong-Rona; capoluogo comunale è Tinizong. Il comune di Riom-Parsonz era stato istituito nel 1979 con la fusione dei comuni soppressi di Parsonz e Riom, quello di Tinizong-Rona nel 1998 con la fusione dei comuni soppressi di Rona e Tinizong.

## Monumenti e luoghi d'interesse
- Diga di Burvagn
- Diga di Marmorera
- Parco Ela

## Geografia antropica

### Frazioni
Le frazioni di Surses sono:
- Bivio[3]
  - Cavreccia
  - Mott
  - Stalveder
  - Valetta da Beiva
- Cunter[4]
  - Burvagn[5]
- Marmorera[6]
  - Neu-Marmorera
- Mulegns[7]
- Riom-Parsonz[8]
  - Parsonz[9]
    - Salaschigns

  - Riom[10]
- Salouf[11]
  - Del
  - Mulegn
- Savognin[12]
  - Naloz
  - Son Mitgel
  - Sur Curt
  - Sur Tocf
  - Sot Curt
- Sur[13]
  - Furnatsch
  - Tgacrest
- Tinizong-Rona[14]
  - Rona[15]
    - Rieven
    - Ruegnas

  - Tinizong[16]